# Bügelbach
Der Bügelbach (tschechisch Rothovský potok) ist ein Bach im Böhmerwald in Österreich und Tschechien. Er ist ein Zufluss der Moldau.

## Geographie
Der Bach entspringt am Bärenstein in der österreichischen Gemeinde Aigen-Schlägl auf einer Höhe von 928 m ü. A. Er weist eine Länge von 8,21 km auf. Kurz nachdem er die Staatsgrenze passiert hat, nimmt er linksseitig den Irrenwaldbach auf. Er mündet in der tschechischen Gemeinde Černá v Pošumaví im Stausee Lipno auf einer Höhe von 724 m ü. A. linksseitig in die Moldau. In seinem 8,34 km² großen Einzugsgebiet liegen Teile der Ortschaft Grünwald.

## Geschichte
Ende des 18. Jahrhunderts wurde am Bügelbach eine Schleuse für den Schwarzenbergschen Schwemmkanal angelegt.

## Umwelt
Auf der Höhe von Untergrünwald fließt der Bügelbach durch eine vielfältige Moorwiese mit Ohr-Weiden. Kurz vor der Einmündung des Irrenwaldbachs liegt die zwei Hektar große Pfoserwiese, ein Feuchtlebensraum mit Niedermoor-Elementen. In Mündungsbereich des Bügelbachs erstrecken sich die kleinen Naturreservate Kozí stráň und Rašeliniště Borková. In Österreich ist der Bach Teil des Europaschutzgebiets Böhmerwald-Mühltäler und der Important Bird Area Böhmerwald und Mühltal. In Tschechien gehört er zum Biosphärenreservat Šumava und zur Important Bird Area Böhmerwald.